# Мінімальна поверхня

Анімація, яка демонструє деформацію гелікоїда в катеноїд

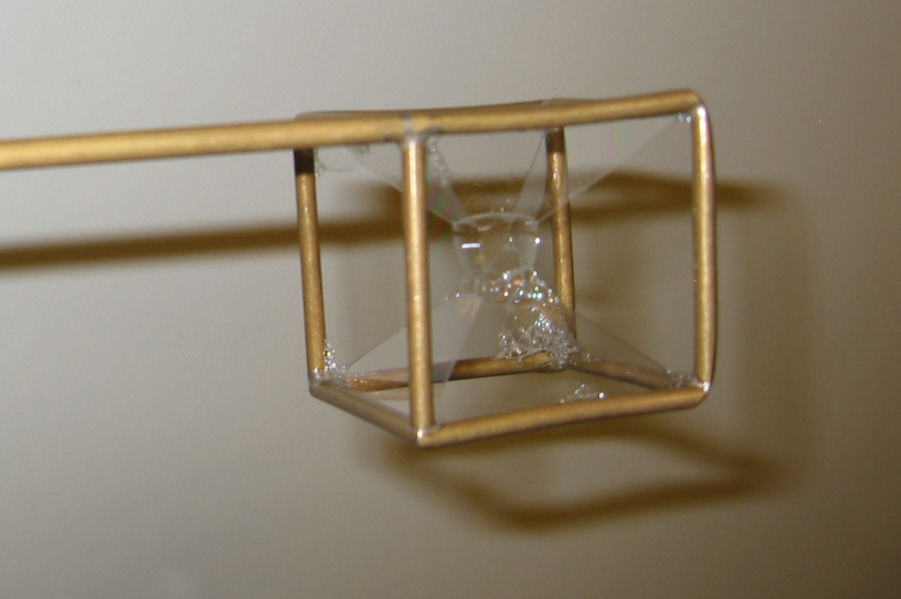
Мінімальна поверхня

У математиці мінімальна поверхня — це поверхня з нульовою середньою кривиною. Вони включають, але не обмежуються, поверхнями мінімальної площі при заданих різних обмеженнях.
Фізична модель поверхні з мінімальною площею може бути зроблена шляхом занурення каркаса в мильний розчин. Утворена мильна плівка є мінімальною поверхнею, границею якої є каркас.

## Приклади
Класичні приклади мінімальних поверхонь:
- Площина, тривіальний випадок
- Катеноїд: мінімальна поверхня отримана обертанням ланцюгової лінії навколо осі
- Гелікоїд: поверхня утворена обертанням прямої з постійною швидкістю перпендикулярно до осі і одночасним рухом вздовж осі з постійною швидкістю
- Поверхня Еннепера

Мінімальні поверхні стали зоною інтенсивних математичних і наукових досліджень за останні 15 років, зокрема, в області молекулярної інженерії і матеріалознавства, у зв'язку з очікуванням впровадження нанотехнологій.

## Визначення
Якщо взяти вкладену поверхню, або в ширшому сенсі занурену поверхню, яка має фіксовану границю, можливо нескінченну, можна визначити її середню кривину, а мінімальна поверхня така, для якої середня кривина дорівнює нулю.
Термін «мінімальної поверхні» з'явився тому, що ці поверхні спочатку виникли як поверхні, що мінімізують площу поверхні, з урахуванням деяких обмежень, таких, як заданий загальний об'єм або задана границя, але цей термін використовується в цілому.
Визначення мінімальних поверхонь може бути розширене на поверхні з постійною середньої кривиною, яка може не дорівнювати нулю.